# Sokoł Saratów
Sokoł Saratów (ros. Футбольный клуб «Сокол» Саратов) – rosyjski klub piłkarski z siedzibą w Saratowie.

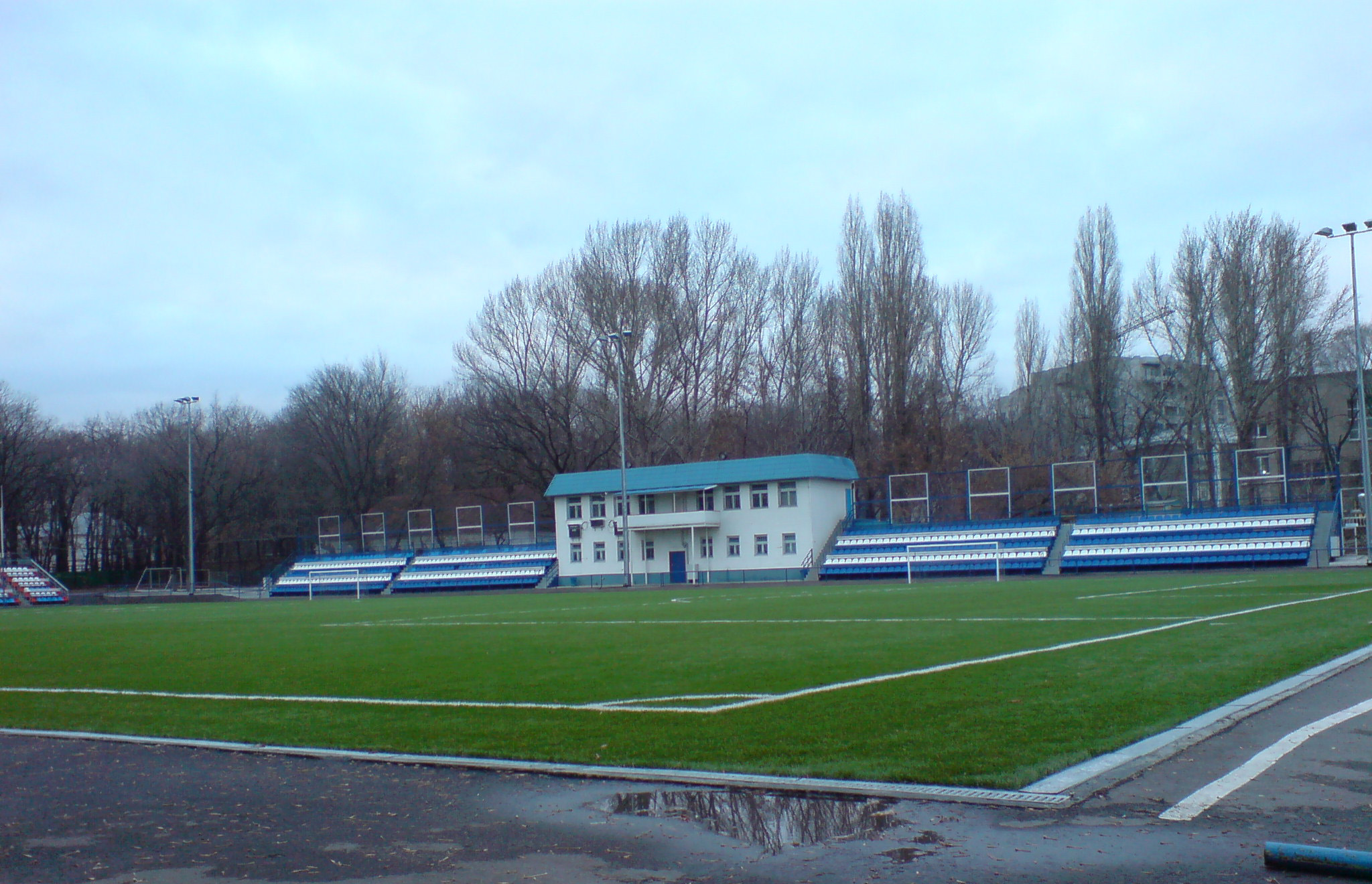
Stadion Temp.

## Historia
Chronologia nazw:
- 1937–1953: Dinamo Saratów (ros. «Динамо» Саратов)
- 1954–1955: Eniergija Saratów (ros. «Энергия» Саратов)
- 1956–1961: Lokomotiw Saratów (ros. «Локомотив» Саратов)
- 1962: Trud Saratów (ros. «Труд» Саратов)
- 1962–1994: Sokoł Saratów (ros. «Сокол» Саратов)
- 1995–1997: Sokoł-PŻD Saratów (ros. «Сокол-ПЖД» Саратов)
- 1998–2006: Sokoł Saratów (ros. «Сокол» Саратов)
- 2007–2009: Sokoł-Saratów (ros. «Сокол-Саратов»)
- 2010–...: Sokoł Saratów (ros. «Сокол» Саратов)

Piłkarska drużyna Dinamo została założona w 1937 w mieście Saratów, chociaż jeszcze wcześniej od 1907 miasto reprezentował klub, który nazywał się Sport, Gigant i Sokoł.
W 1946 zespół debiutował w Trzeciej Grupie, strefie Dolnowołżańskiej Mistrzostw ZSRR, w której zajął pierwsze miejsce i w turnieju finałowym awansował do Drugiej Grupy, strefy 1.
W 1949 Dinamo jak i inne dynamowskie drużyny zostało zdjęte z rozgrywek na poziomie profesjonalnym. Dopiero w 1954 jako Energia Saratów ponownie kontynuowała występy w Klasie B, strefie 2. Od 1956 klub nazywał się Lokomotiw Saratów, a w 1962 Trud Saratów. W 1962 przyjął obecną nazwę Sokoł Saratów.
W 1963 po reorganizacji systemu lig ZSRR klub okazał się w Klasie B, strefie 3, w której występował do 1991, z wyjątkiem sezonów 1966–1969, kiedy to reprezentował miasto w Drugiej Grupie A. W 1963 po reorganizacji systemu lig ZSRR klub spadł do niższej ligi.
W Mistrzostwach Rosji klub startował w Drugiej Lidze, strefie Centralnej. 
W 2001 zajął pierwsze miejsce w Pierwszej Dywizji i awansował do Rosyjskiej Premier Ligi, w której występował dwa sezony i powrócił do Pierwszej Dywizji. W 2005 zajął ostatnie 22 miejsce w Pierwszej Dywizji. 
Po sezonie 2005, kiedy prywatny klub przestał istnieć został utworzony nowy klub, który w 2006 zwyciężył w Amatorskiej Lidze. 
Od 2007 klub występuje w Drugiej Dywizji, strefie Uralsko-Nadwołżańskiej.

## Sukcesy
- 2 miejsce w Klasie B ZSRR: 1947, 1961
- 1/2 finału Pucharu ZSRR: 1967
- 8 miejsce w Rosyjskiej Premier Lidze: 2001
- 1/2 finału Pucharu Rosji: 2001